# Spermacoce tenuior
Spermacoce tenuior là một loài thực vật có hoa trong họ Thiến thảo. Loài này được L. miêu tả khoa học đầu tiên năm 1753.